# بام آبی
بام آبی گرما و سرما را در بام ساختمان جمع‌آوری و ذخیره می‌کند (گرمایش و سرمایش).
بام‌های آبی دارای ظرفیتی هم برای گرمایش است و هم برای سرمایش و مخصوصاً در اقلیم‌هایی با آسمان صاف در عرض‌های جغرافیایی پایین مناسب است. معمولاً شامل کیسه‌های آب به عمق ۴–۱۰ اینچ (۱۰۰–۲۵۰ میلی‌متر) است که روی یک عرشه فلزی صاف قرار دارد. سطح زیرین آن از فرم بام تبعیت کرده و سطح بالا با یک عایق متحرک پوشانده می‌شود. در حالت گرمایش پانل عایق در هنگام روز باز شده و اجازه می‌دهد تا کیسه‌های آب گرمای آفتاب را جمع‌آوری و ذخیره نمایند. در شب این پانل بسته شده و آب گرم و عرشه فلزی زیرین گرمای خود را به اتاق می‌بخشند. در حالت سرمایش پانل عایق شبها باز می‌شود و مخزن گرمایی که در طول روز دریافت کرده‌است را به آسمان شب می‌تاباند. در طول روز برای محافظت در برابر آفتاب پانل بسته می‌شود. گرمای داخلی اتاق که از طریق تشعشع و جابه جایی به سقف می‌رسد در مخزن باقی می‌ماند تا شب به آسمان تابیده شود. چون زاویه تابش آفتاب در زمستان کم است سطح افقی مخزن نسبت به یک سطح عمودی به همان اندازه مقدار کمتری گرما دریافت می‌کند. جذب گرما را می‌توان با استفاده از انعکاس دهنده‌ها که در عرض جغرافیایی بالاتر از ۳۲ ضروری هستند افزایش داد. کارایی حالت سرمایش را می‌توان با مرطوب کردن کیسه‌ها بهتر کرد به‌طوری‌که تشعشع شبانه با تبخیر سرمایشی تقویت می‌شود. انتقال گرما از سقف به اتاق را می‌توان با استفاده از فن‌های سقفی به‌طور محسوسی افزایش داد. در اقلیم‌هایی که نیاز عمده‌ای به سرمایش دارند سطح مورد نیاز مخزن معمولاً ۱۰۰٪ سطح بنا را تشکیل می‌دهد. نگهداری پانل متحرک نیز دارای اهمیت زیادی است. بام‌های آبی که هم برای سرمایش استفاده شوند و هم گرمایش باید بر اساس بیشترین بار تعیین اندازه شوند. سرمایش بر اثر تشعشع به آسمان شب در اقلیم‌های با اختلاف دمای بالا و آسمان صاف در شب موثرتر است.